# Canon EOS 30D
20D 40D
Le Canon EOS 30D est un appareil photographique reflex numérique mono-objectif de 8,2 mégapixels fabriqué par Canon et sorti en février 2006.

## Description
Il s’agit d’un appareil qui succède à l'EOS 20D et précède le Canon EOS 40D. Ses évolutions par rapport à son prédécesseur sont notamment une mesure spot et un écran LCD plus grand (2,5 pouces). L'obturateur est également annoncé garanti à 100 000 déclenchements.